# Pattinaggio di velocità ai XXII Giochi olimpici invernali - 5000 m femminile
Tra le competizione del pattinaggio di velocità che si sono tenute ai XXII Giochi olimpici invernali di Soči (in Russia) ci sono stati i  5000 m femminile. L'evento si è disputato il 19 febbraio.
Detentrice del titolo di campionessa olimpica uscente era la ceca Martina Sáblíková, che vinse a Vancouver 2010 (in Canada), precedendo la tedesca Stephanie Beckert (medaglia d'argento) e la canadese Clara Hughes (medaglia di bronzo).
Campionessa olimpica si è confermata la ceca Martina Sáblíková, che ha preceduto le olandesi Ireen Wüst, medaglia d'argento, e Carien Kleibeuker, medaglia di bronzo.

## Classifica di gara
| Pos. | Atleta            | Nazione     | Tempo   | Distacco |
| ---- | ----------------- | ----------- | ------- | -------- |
|      | Martina Sáblíková | Rep. Ceca   | 6'51"54 |          |
|      | Ireen Wüst        | Paesi Bassi | 6'54"28 | +2"74    |
|      | Carien Kleibeuker | Paesi Bassi | 6'55"66 | +4"12    |
| 4    | Ol'ga Graf        | Russia      | 6'55"77 | +4"23    |
| 5    | Claudia Pechstein | Germania    | 6'58"39 | +6"85    |
| 6    | Yvonne Nauta      | Paesi Bassi | 7'01"76 | +10"22   |
| 7    | Mari Hemmer       | Norvegia    | 7'04"45 | +12"91   |
| 8    | Stephanie Beckert | Germania    | 7'07"79 | +16"25   |
| 9    | Anna Chernova     | Russia      | 7'08"71 | +17"17   |
| 10   | Shoko Fujimura    | Giappone    | 7'09"65 | +18"11   |
| 11   | Bente Kraus       | Germania    | 7'10"65 | +19"11   |
| 12   | Shiho Ishizawa    | Giappone    | 7'11"54 | +20"00   |
| 13   | Masako Hozumi     | Giappone    | 7'12"42 | +20"88   |
| 14   | Ivanie Blondin    | Canada      | 7'20"10 | +28"56   |
| 15   | Katarzyna Woźniak | Polonia     | 7'28"53 | +36"99   |
| 16   | Maria Lamb        | Stati Uniti | 7'29"64 | +38"10   |

- Data: Mercoledì 19 febbraio 2014
- Ora locale: 17:30
- Sito:

Legenda:
- DNS = non partito (did not start)
- DNF = prova non completata (did not finish)
- DSQ = squalificato (disqualified)
- Pos. = posizione